# Scott Litt
Scott Litt est un producteur et un ingénieur du son américain principalement connu pour son travail sur six des albums de R.E.M., ainsi que sur In Utero de Nirvana.

## Biographie
Scott Litt commence en tant qu'ingénieur du son à la fin des années 1970, travaillant avec Ian Hunter et Carly Simon. Sa première production est l'album Repercussion de The dB's, paru en 1982, avant de réaliser des disques pour Chris Stamey, Matthew Sweet et Beat Rodeo.
Il connaît le succès avec Document de R.E.M. en 1987, avant de produire les cinq albums suivants : Green en 1988, Out of Time en 1991, Automatic for the People en 1992, Monster en 1994 et New Adventures in Hi-Fi en 1996. Leur collaboration s'arrête ensuite.
En parallèle, il participe à In Utero de Nirvana en 1993, en remixant les deux singles de l'album Heart-Shaped Box et All Apologies. Il travaille également à la réalisation du MTV Unplugged in New York et au mixage du morceau Pennyroyal Tea présent sur les versions censurées d'In Utero vendues chez Walmart et Kmart et sur la compilation Nirvana.
À la fin des années 1990 et au début des années 2000, Scoot Litt travaille avec Incubus sur les albums Make Yourself et Morning View, avec le groupe Hole sur Live Through This.
Il fonde également avec Mark Williams son propre label, Outpost Recordings, qui est distribué par Geffen Records,.

## Principaux albums
- The dB's - Repercussion (1982)
- R.E.M. - Document (1987)
- R.E.M. - Green (1988)
- Patti Smith - Dream of Life (1988)
- The Woodentops - Wooden Foot Cops on the Highway (1988)
- Paul Kelly and the Messengers - So Much Water So Close to Home (1989)
- Indigo Girls - Nomads Indians Saints (1990)
- The Replacements - All Shook Down (1990)
- That Petrol Emotion - Chemicrazy (1990)
- R.E.M. - Out of Time (1991)
- R.E.M. - Automatic for the People (1992)
- Nirvana - In Utero (1993)
- Juliana Hatfield - Become What You Are (1993)
- R.E.M. - Monster (1994)
- Nirvana - MTV Unplugged in New York (1994)
- Hole - Live Through This (1994)
- R.E.M. - New Adventures in Hi-Fi (1996)
- Days of the New - Days of the New (1997)
- Liz Phair - Whitechocolatespaceegg (1998)
- Incubus - Make Yourself (1999)
- Juliana Hatfield Three - Beautiful Creature (2000)
- Incubus - Morning View (2001)
- The Get Up Kids - On a Wire (2001)
- Nirvana - Nirvana (2002)
- Ziggy Marley - Dragonfly (2003)